# Энджели (село)
Э́нджели (латыш. Endžeļi) — населённый пункт в Екабпилсском крае Латвии. Входит в состав Межарской волости. Находится у автодороги E 22 (A12), неподалёку протекает река Аташа. По данным на 2008 год, в населённом пункте проживало 68 человек. В селе находится старообрядческая моленная Покрова Пресвятой Богородицы, построенная в 1907 году.